# Aminat Jamal
Aminat Yusuf Jamal (in arabo أمينات يوسف جمال‎?; 27 giugno 1997) è una velocista e ostacolista bahreinita di origine nigeriana, medaglia di bronzo nella staffetta 4×400 metri mista ai Mondiali di Doha 2019.

## Palmarès
| Anno                          | Manifestazione      | Sede      | Evento        | Risultato  | Prestazione | Note                                     |
| ----------------------------- | ------------------- | --------- | ------------- | ---------- | ----------- | ---------------------------------------- |
| In rappresentanza del Bahrein |                     |           |               |            |             |                                          |
| 2015                          | Mondiali militari   | Mungyeong | 400 m hs      | 4ª         | 58"20       |                                          |
| 2016                          | Asiatici indoor     | Doha      | 4×400 m       | Oro        | 3'35"07     |                                          |
| 2016                          | Mondiali under 20   | Bydgoszcz | 400 m hs      | 6ª         | 58"23       |                                          |
| 2016                          | Mondiali under 20   | Bydgoszcz | 4×400 m       | Batteria   | dq          |                                          |
| 2017                          | Mondiali            | Londra    | 400 m hs      | Batteria   | 57"41       |                                          |
| 2018                          | Giochi asiatici     | Giacarta  | 400 m hs      | Argento    | 55"65       |                                          |
| 2018                          | Giochi asiatici     | Giacarta  | 4×400 m       | Argento    | 3'30"61     |                                          |
| 2019                          | Campionati asiatici | Doha      | 400 m hs      | Argento    | 56"39       | Miglior prestazione personale stagionale |
| 2019                          | Campionati asiatici | Doha      | 4×400 m       | Oro        | 3'32"10     |                                          |
| 2019                          | Campionati asiatici | Doha      | 4×400 m mista | Oro        | 3'15"75     |                                          |
| 2019                          | Mondiali            | Doha      | 400 m hs      | Semifinale | 55"54       |                                          |
| 2019                          | Mondiali            | Doha      | 4×400 m mista | Bronzo     | 3'11"82     | Record asiatico                          |
| 2019                          | Mondiali militari   | Wuhan     | 400 m hs      | Oro        | 55"12       |                                          |
| 2021                          | Giochi olimpici     | Tokyo     | 400 m hs      | Batteria   | 55"90       |                                          |
| 2022                          | Mondiali            | Eugene    | 400 m hs      | Batteria   | 56"78       | Miglior prestazione personale stagionale |
| 2023                          | Giochi asiatici     | Hangzhou  | 100 m hs      | Batteria   | 13"44       |                                          |
| 2023                          | Giochi asiatici     | Hangzhou  | 400 m hs      | 4ª         | 56"84       |                                          |